# 寬胸細螯寄居蟹
寬胸細螯寄居蟹（学名：Clibanarius eurysternus）为活額寄居蟹科細螯寄居蟹屬下的一个种。